# Denkmalgeschützte Objekte im Okres Šaľa

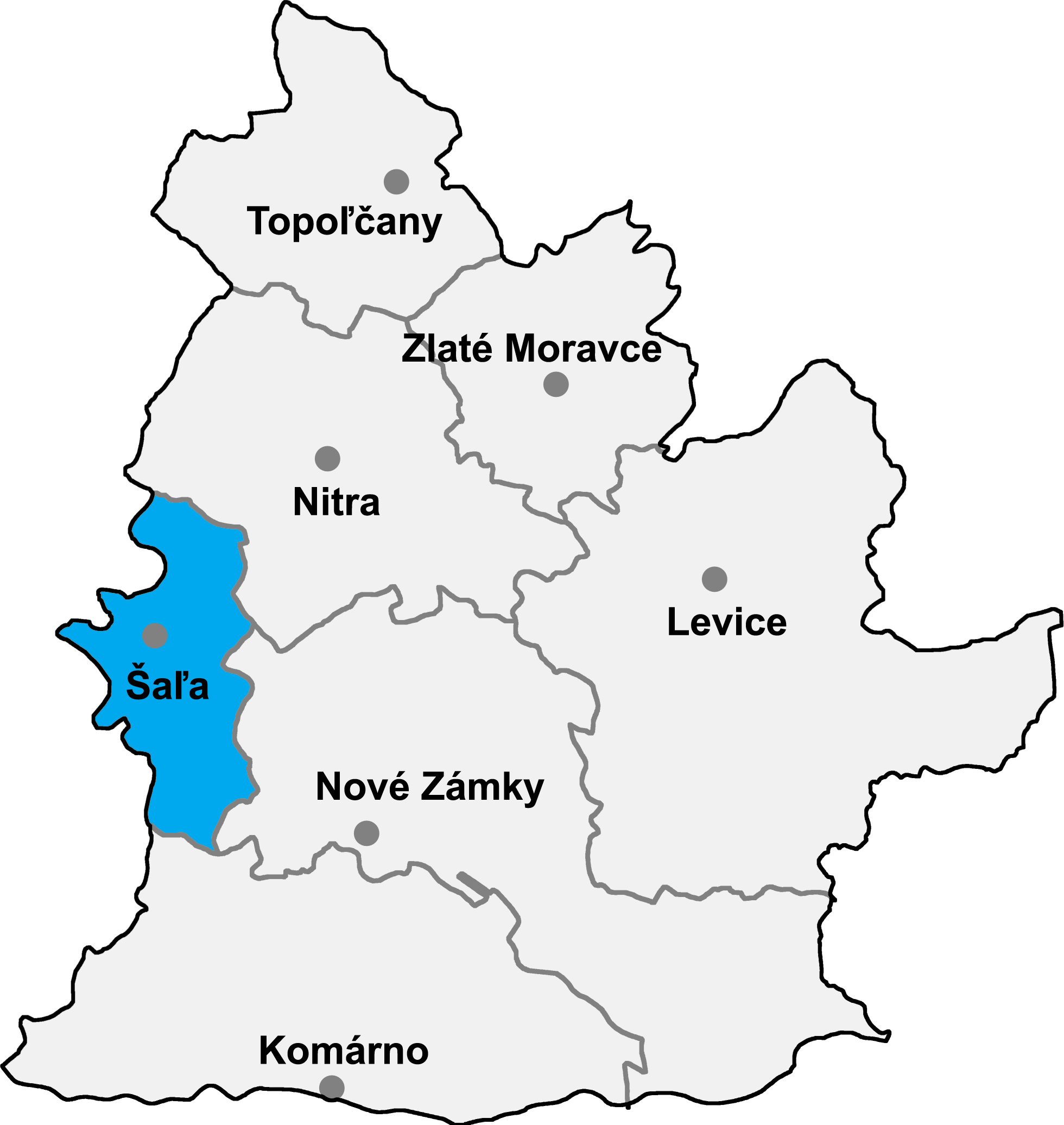

Im Okres Šaľa bestehen 39 denkmalgeschützte Objekte. Die unten angeführte Liste führt zu den Gemeindelisten und gibt die Anzahl der Objekte an. In Gemeinden, die nicht verlinkt sind, existieren keine geschützten Objekte.
| Gemeindeliste                           | Objektanzahl |
| --------------------------------------- | ------------ |
| Diakovce                                | 3            |
| Dlhá nad Váhom (Langendorf an der Waag) | 0            |
| Hájske                                  | 1            |
| Horná Kráľová                           | 1            |
| Kráľová nad Váhom (Waagkönigsdorf)      | 0            |
| Močenok (Motschenok)                    | 25           |
| Neded                                   | 2            |
| Selice                                  | 0            |
| Šaľa (Schala)                           | 5            |
| Tešedíkovo                              | 1            |
| Trnovec nad Váhom                       | 1            |
| Vlčany                                  | 0            |
| Žihárec                                 | 0            |